# De S.P.E.L.show
De S.P.E.L.show is een Nederlands spelprogramma met de Nederlandse taal als centraal thema dat in de zomer van 2018, 2019 en 2020 werd uitgezonden op de televisiezender NPO 1. Het programma is bedacht door Astrid Joosten en het werd ook door haar gepresenteerd. 

## Format
Het programma duurt circa 50 minuten. Elke aflevering nemen 3 bekende Nederlanders het op tegen 26 onbekende spelers (elke speler is een letter van het alfabet). In de finale neemt de beste BN'er het op tegen de beste speler van het alfabet. Wanneer de BN'er wint gaat het prijzengeld naar een goed doel. In het eerste seizoen gold deze spelregel nog niet. Wint de beste speler van het alfabet, dan mag deze het prijzengeld zelf mee naar huis nemen. In het derde seizoen (zomer 2020) werd vanwege de maatregelen rond de coronapandemie gespeeld met slechts 13 onbekende spelers met elk twee letters van het alfabet, zodat er voldoende afstand kon worden gehouden tussen de spelers.

## Seizoenen
Het eerste seizoen van het programma begon op 2 augustus 2018. Op 24 juli 2019 begon het tweede seizoen. Op 7 juli 2020 begon het derde en laatste seizoen. 

### Afleveringen
| Afl.      | Kijkcijfers | Uitzenddatum      | BN'ers                                                    |
| --------- | ----------- | ----------------- | --------------------------------------------------------- |
| Seizoen 1 |             |                   |                                                           |
| 1         | 629.000     | 2 augustus 2018   | Loretta Schrijver, Arthur Japin en Olcay Gulsen           |
| 2         | 869.000     | 9 augustus 2018   | Diederik Jekel, Carolien Borgers en Gijs Staverman        |
| 3         | 890.000     | 16 augustus 2018  | Peter Heerschop, Anne-Marie Jung en Freddy Tratlehner     |
| 4         | 980.000     | 23 augustus 2018  | Imanuelle Grives, Viktor Brand en Soundos El Ahmadi       |
| 5         | 963.000     | 30 augustus 2018  | Jihad Alariachi, Dave von Raven en Esmée van Kampen       |
| Seizoen 2 |             |                   |                                                           |
| 1         | 700.000     | 24 juli 2019      | Klaas van Kruistum, Janouk Kelderman en Jörgen Raymann    |
| 2         | 1.012.000   | 31 juli 2019      | Johan Goossens, Sofie van den Enk en Ronald Giphart       |
| 3         | 870.000     | 7 augustus 2019   | Jochem van Gelder, Stephanie Afrifa en Peter Kwint        |
| 4         | 912.000     | 14 augustus 2019  | Koos van Plateringen, Heleen van Royen en Kees Boot       |
| 5         | 896.000     | 21 augustus 2019  | Marion Pauw, Toine van Peperstraten en Sharon de Miranda  |
| 6         | 798.000     | 28 augustus 2019  | Kees van der Spek, Irene Moors en Ronald Snijders         |
| 7         | 1.079.000   | 4 september 2019  | Lucille Werner, Sef en Anouk Hoogendijk                   |
| 8         | 1.062.000   | 11 september 2019 | Julius Jaspers, Catherine Keyl en Fernando Halman         |
| 9         | 826.000     | 18 september 2019 | Jean-Marc van Tol, Dolores Leeuwin en Ajouad El Miloudi   |
| 10        | 1.094.000   | 25 september 2019 | Kees van Amstel, Dilan Yurdakul en Edson da Graça         |
| Seizoen 3 |             |                   |                                                           |
| 1         | 1.104.000   | 7 juli 2020       | Ellie Lust, Najib Amhali en Annick Boer                   |
| 2         | 1.135.000   | 14 juli 2020      | Thom Hoffman, Lies Visschedijk en Rayen Panday            |
| 3         | 1.063.000   | 21 juli 2020      | Jeangu Macrooy, Dieuwertje Blok en Rick Paul van Mulligen |
| 4         | 972.000     | 28 juli 2020      | Frank Evenblij, Leona Philippo en Glodi Lugungu           |
| 5         | 944.000     | 4 augustus 2020   | Abdelkader Benali, Roos Schlikker en Dennis van der Geest |
| 6         | 981.000     | 11 augustus 2020  | Samantha Steenwijk, Richard Groenendijk en Eva Cleven     |
| 7         | 1.009.000   | 18 augustus 2020  | Bilal Wahib, Anita Witzier en Jan Paternotte              |